# Salamandra okularowa
Salamandra okularowa, tarantolina (Salamandrina terdigitata) – gatunek płaza ogoniastego z rodziny salamandrowatych (Salamandridae). Endemit Włoch.

## Systematyka
Dawniej takson ten był łączony w jeden gatunek z Salamandrina perspicillata, jednak w pierwszej dekadzie XXI wieku w oparciu o badania genetyczne uznano je za osobne gatunki. Ponadto różnią się one od siebie rozmiarem (S. terdigitata są mniejsze) i ubarwieniem grzbietu, jednak są to różnice tak niewielkie, że jedynym pewnym sposobem rozróżnienia tych gatunków są badania genetyczne.

## Wygląd
Niewielka, długoogoniasta, wątło wyglądająca salamandra o silnie wydłużonym tułowiu, wystających żebrach i matowej, ziarnistej skórze. Strona górna brązowawa do czarniawej, głowa z typowym żółtym lub czerwonawym, rzadziej czerwonym rysunkiem. Po stronie grzbietowej i brzusznej występuje ostry grzebień. Wewnętrzne powierzchnie kończyn, okolica kloaki i dolna krawędź ogona opalizująco czerwone. Samiec jest mniejszy, ma dłuższy ogon i wyraźniej zaznaczoną kloakę niż samica. Tylne nogi mają tylko 4 palce. Osiągają długość 70–100 mm.

## Występowanie
Salamandra okularowa występuje na południu Włoch – w Apeninach oraz na innych obszarach górzystych i pagórkowatych, od prowincji Caserta w Kampanii na południe do południowego krańca Kalabrii. Jest spotykana w przedziale wysokości 50–1555 m n.p.m. (najczęściej pomiędzy 200 a 900 m n.p.m.).

## Środowisko
Wilgotne, porośnięte bujną roślinnością zieloną i krzewinkami tarasy i zalesione widnymi lasami stoki górskie.

## Rozród
Akt płciowy ma miejsce na lądzie. Składanie jaj i rozwój larw odbywa się w wodzie. Przeobrażenie w żyjącą na lądzie salamandrę zachodzi już po 2 miesiącach.

## Życie
Salamandra okularowa prowadzi nocny tryb życia. Tarantolina zapada w sen zimowy, a gdy lato jest upalne to także w letni. Żywi się drobnymi owadami i pająkami, są one chwytane za pomocą wyrzucanego z jamy gębowej języka.
W razie zagrożenia przez napastnika wykazuje interesujące zachowanie. Rozpłaszcza nieco boczne ciało i roluje ogon, tak że jego koniec znajduje się przed głową. Uwidacznia się wtedy jego błyszczący na czerwono spód.